# 다윈 항공
다윈 항공(영어: Darwin Airline) 또는 아드리아항공 스위스(영어: Adria airways in Swiss)은 스위스의 지역 항공사로 제네바 국제공항, 루가노 공항이 허브 공항으로 2012년에 설립되어 지역 항공편 위주로 운항하고 있으며 주로 유럽 노선에 취항하고 있다.

## 운항 노선

### 서유럽
- 프랑스
  - 마르세유 - 마르세유 프로방스 공항
  - 비아리츠 - 비아리츠 앙글레 바욘 공항 계졀편
  - 칼비 - 칼비 생트 캐서린 공항 계졀편
  - 피가리 - 피가리 사우스 공항 계졀편
- 독일
  - 파더보른 - 파더보른 립슈타트 공항 계졀편

### 중유럽
- 스위스
  - 제네바 - 제네바 국제공항 허브
  - 취리히 - 취리히 국제공항
  - 루가노 - 루가노 공항 허브
  - 시옹 - 시옹 공항 계졀편

### 남유럽
- 스페인
  - 발렌시아 - 발렌시아 공항 계졀편
  - 이비자 - 이비자 공항 계졀편
- 이탈리아
  - 로마 - 레오나르도 다 빈치 국제공항
  - 나폴리 - 나폴리 국제공항
  - 피사 - 피사 국제공항
  - 베니스 - 베니스 마르코 폴로 공항 계졀편
  - 베로나 - 베로나 빌라프란카 공항 계졀편
  - 올비아 - 올비아 코스타 스메랄다 공항 계졀편
  - 카타니아 - 카타니아 폰타나로사 공항
  - 칼리아리 - 칼리아리 엘마스 공항 계졀편
  - 팔레르모 - 팔레르모 보르셀리노 공항

## 보유 기종
- 2015년 4월 기준으로 다윈 항공은 다음과 같은 기종을 보유하고 있다.[8]